# Thác Bạt Hạ Nhục
Thác Bạt Hạ Nhục (tiếng Trung: 拓跋賀傉; bính âm: Tuòbá Hèrǔ) (?-325) là một vua của nước Đại và thủ lĩnh tối cao của bộ lạc Thác Bạt của người Tiên Ti vào thời Ngũ Hồ thập lục quốc trong lịch sử Trung Quốc. Ông làm Đại vương từ năm 321 đến 325. Ông là con trai của Thác Bạt Y Đà, và là anh em với Thác Bạt Phổ Căn và Thác Bạt Hột Na.
Năm 321, khi một người anh em họ tên là Thác Bạt Úc Luật đang trị vì, mẫu thân Duy thị của Thác Bạt Hạ Nhục đã tiến hành chính biến, giết chết Thác Bạt Úc Luật và đưa Thác Bạt Hạ Nhục lên ngôi. Đã có hàng chục các tù trưởng đã thiệt mạng trong cuộc chính biến này. Sau chính biến, Duy thị nắm quyền cai quản việc nước, đến năm 324 thì Thác Bạt Hạ Nhục thân chính. Sau đó, không ít bộ lạc vẫn chưa hoàn toàn thần phục, do vậy đã thiên cư đến Trúc Thành ở đông Mộc Căn sơn. Năm 325, Thác Bạt Hạ Nhục qua đời, em trai là Thác Bạt Hột Na lên kế vị.
Thác Bạt Hạ Nhục là một trong số các tổ tiên của Thác Bạt Khuê. Sau khi Thác Bạt Khuê xưng đế, trở thành Bắc Ngụy Đạo Vũ Đế, ông ta đã truy thụy cho Thác Bạt Hạ Nhục là Huệ hoàng đế (惠皇帝).